# 西港 (加利福尼亞州)
西港（英語：Westport）是位於美國加利福尼亞州門多西諾縣的一個非建制地區。該地的面積和人口皆未知。

## 地理
西港的座標為39°38′09″N 123°46′59″W / 39.63583°N 123.78306°W，而該地的平均海拔高度為38米（即125英尺）。